# Тяглі селяни
Тя́глі селя́ни (тя́глі лю́ди) (Тягло — від староруського «тягнути», «відбувати повинність») — виконували панщину та працювали в господарстві свого господаря здійснюючи «тяглу» службу, тобто разом зі своєю худобою обробляли землю. В Україні різні групи залежних селян, що платили данину й виконували натуральні повинності власною тягловою худобою й с.-г. знаряддям. За інвентарними правилами 1847–1848 на Правобережній Україні селянський двір мав обов'язок 3-денної праці з тяглом на тиждень. Селянська реформа 1861 скасувала цей обов'язок. 
Тяглі люди (селяни):
- 1) категорія залежних селян на українських землях у складі Російської держави XV–XVIII ст., котрі виконували натуральні та грошові повинності — тягло. Тяглі селяни поділялися на «чорносошних» (державних) і приватновласницьких, які були зобов'язані, крім тягла, виконувати повинності на користь землевласників. Після того як було запроваджене подушне оподаткування (1722 р.), тяглих селян стали називати податним населенням[1].
- 2) На українських землях під владою Польщі, Великого князівства Литовського та у Правобережній Україні у складі Російської імперії (до 1861 р.) — категорія селян, які відбували панщину, обробляючи панську землю своєю тягловою худобою (кіньми, волами) й сільськогосподарським реманентом. Розмір панщини (за «волочною помірою») встановлювався відповідно до майнового стану селянського господарства. У Російській імперії відповідно до Інвентарних правил 1847–1848 рр. тягловий двір повинен був відпрацювати щотижня три дні панщини тяглом і один день жіночий, а напівтягловий (або піший) — два дні піших і один жіночий[1].

У 1691 р. у зверненні до старшини гетьман Іван Мазепа картає тих, хто «тяглих селян без необхідності обтяжує повинностями, а козаків неволить йти в селяни, або викидає їх з маєтків». Зокрема у 1692 р. був розісланий універсал у якому наголошувалося про те,«щоб ніхто з володарів не осмілювався роботами великими і поборами вигаданими обтяжувати людей в селах, собі даних... чинити їм образи і насильства, і щоб володіли ними в міру, нічого вище не накладаючи. У тих же, хто потоптав ці застереження,помістя будуть відібрані, а людям, яких обтяжували, буде вчинено свободу»